# Траянос Деллас
Траянос Деллас (грец. Τραϊανός Δέλλας, нар. 31 січня 1976, Салоніки) — колишній грецький футболіст, що грав на позиції захисника. По завершенні ігрової кар'єри — футбольний тренер.
Виступав, зокрема, за клуби «Рома» та АЕК, а також національну збірну Греції, у складі якої став чемпіоном Європи.

## Клубна кар'єра
У дорослому футболі дебютував 1993 року виступами за команду клубу «Аріс», в якій провів один сезон, взявши участь лише у 1 матчі чемпіонату. У 1994 році був відданий в оренду в клуб «Пансерраїкос», з яким спочатку вилетів з другого дивізіону, а потім зумів туди повернутися.
Повернувшись з оренди влітку 1996 року, провів лише рік в «Арісі» після чого перейшов в англійський «Шеффілд Юнайтед», що виступав у Чемпіоншіпі, де провів два сезони, але основним гравцем так і не став.
У 1999 році став основним гравцем грецького «АЕКа», разом з яким в першому ж сезоні виграв національний кубок.
Сезон 2001/02 Деллас проводить в італійській «Перуджі», після чого переходить в римську « Рому». У «Ромі» він був одним з трьох гравців, які не піддавалися обструкції з боку фанатів за вкрай невдалого для команди сезону 2004/05.
2005 року Деллас на правах вільного агента повернувся в «АЕК» і незабаром став капітаном команди. За три сезони зіграв за команду 53 матчі в чемпіонаті, після чого покинув клуб на правах вільного агента.
Протягом 2008—2010 років захищав кольори команди клубу «Анортосіс», якому допоміг вперше в історії кіпрського футболу вийти в груповий етап Ліги чемпіонів, обігравши у кваліфікації грецький «Олімпіакос».
Завершив професійну ігрову кар'єру у клубі АЕК. Втретє до команди Траянос прийшов влітку 2010 року і захищав її кольори до припинення виступів на професійному рівні у 2012 році.

## Виступи за збірні
Протягом 1997–2001 років залучався до складу молодіжної збірної Греції. На молодіжному рівні зіграв у 20 офіційних матчах, забив 3 голи.

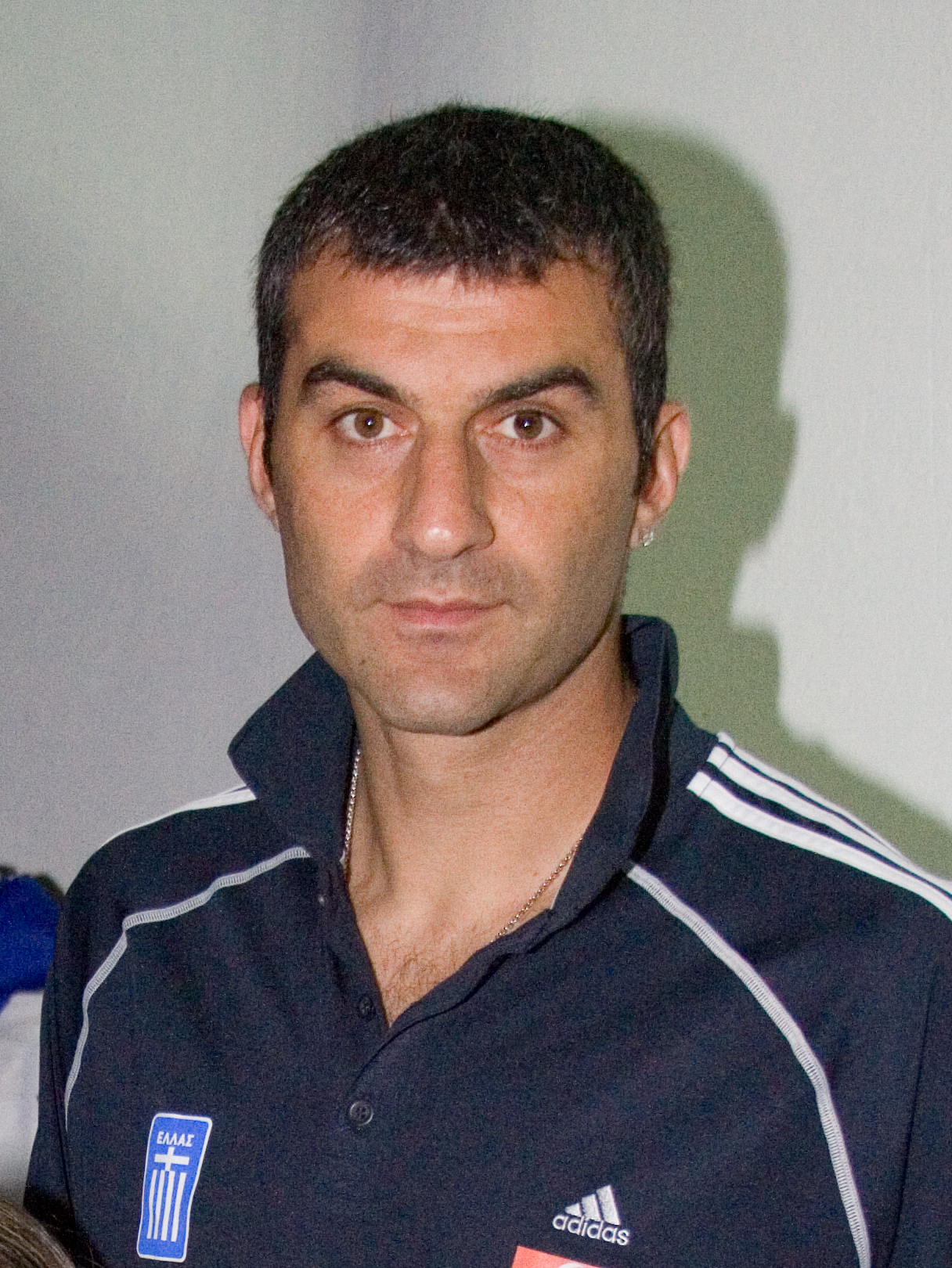
Траянос Деллас у 2008 році

2001 року дебютував в офіційних матчах у складі національної збірної Греції.
У складі збірної був учасником чемпіонату Європи 2004 року у Португалії, здобувши того року титул континентального чемпіона. На турнірі Деллас грав на місці останнього захисника в парі з Міхалісом Капсісом і забив переможний срібний гол у півфіналі у ворота збірної Чехії. В підсумку цей гол залишився єдиним для Делласа в складі національної команди за всю кар'єру, а також єдиним срібним голом на Євро-2004.
На наступному чемпіонаті Європи 2008 року в Австрії та Швейцарії також був основним центрбеком разом з Сотіріосом Кіріякосом, проте греки програли усі три матчі у групі.
Протягом кар'єри у національній команді, яка тривала 9 років, провів у формі головної команди країни 53 матчі, забивши 1 гол.

## Кар'єра тренера
Розпочав тренерську кар'єру невдовзі по завершенні кар'єри гравця у квітні 2013 року, очоливши тренерський штаб клубу АЕК за два тури до кінця чемпіонату. За підсумками сезону афіняни зайняли передостаннє 15 місце і вилетіли з Суперліги Греції вперше в історії команди. Відразу після цього відбулося пониження «Орлів Візантії» до третього дивізіону, оскільки грати в другому АЕК відмовився з фінансових причин.
У сезоні 2013/14 АЕК на чолі з Делласом виграв свою групу у третьому дивізіоні та вийшов у другий, а в наступному виграв і другий дивізіон, повернувшись в грецьку еліту. 20 жовтня 2015 року Деллас пішов у відставку з посади тренера АЕК після розгромної поразки (4:0) від «Олімпіакоса». 
7 листопада 2015 року підписав тренерський контракт з «Атромітосом», проте пропрацював менше ніж рік і 18 вересня 2016 року покинув клуб

## Титули та досягнення
- Володар Кубка Греції (2):

АЕК: 1999-00, 2010-11
- Чемпіон Європи (1):

Греція: 2004